# 吞食性愛好

一幅描繪了獸人、體格巨大差異與吞食愛好意象的繪畫作品。

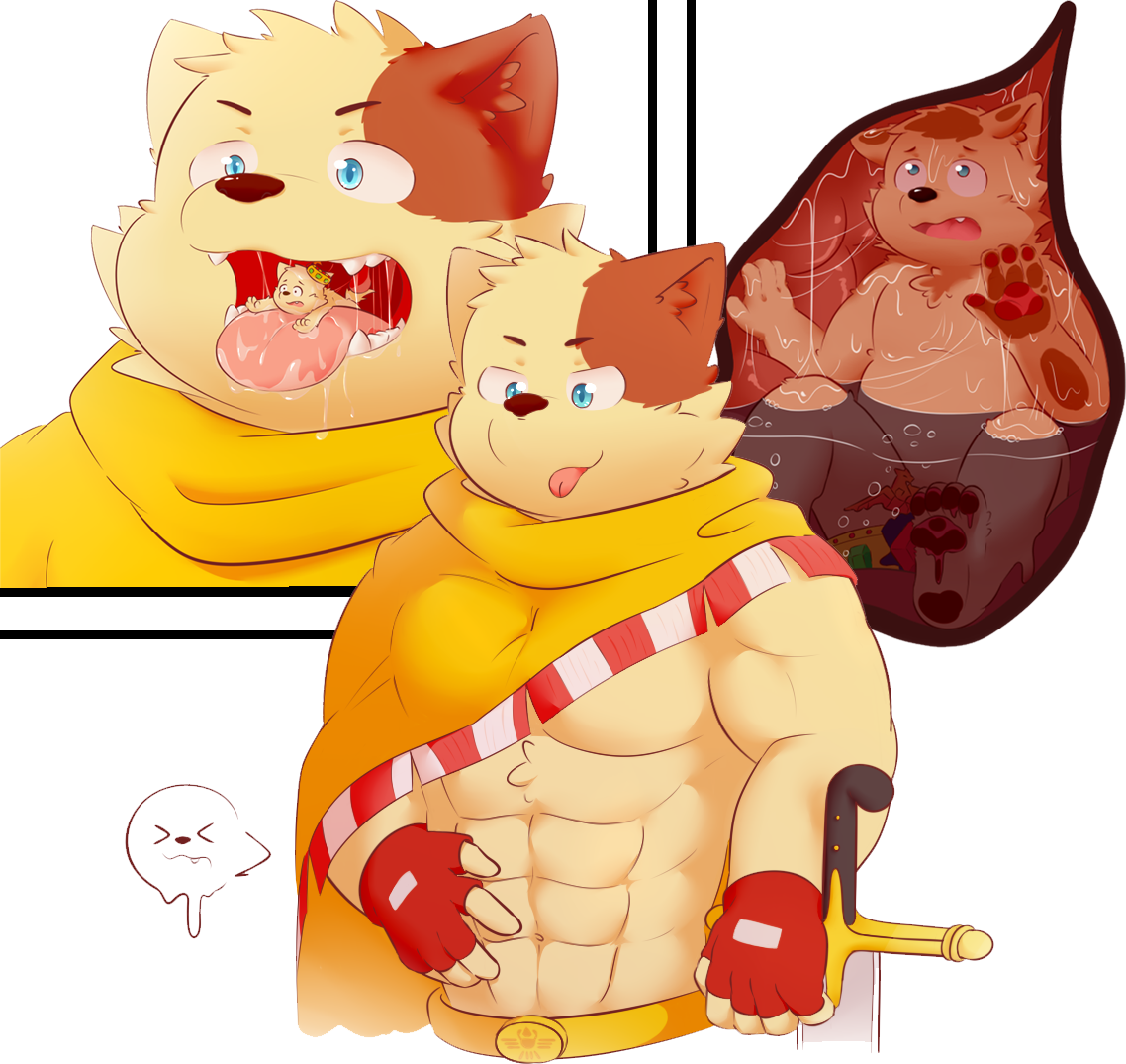
一幅描繪了獸人、體格巨大差異與吞食愛好意象的繪畫作品。

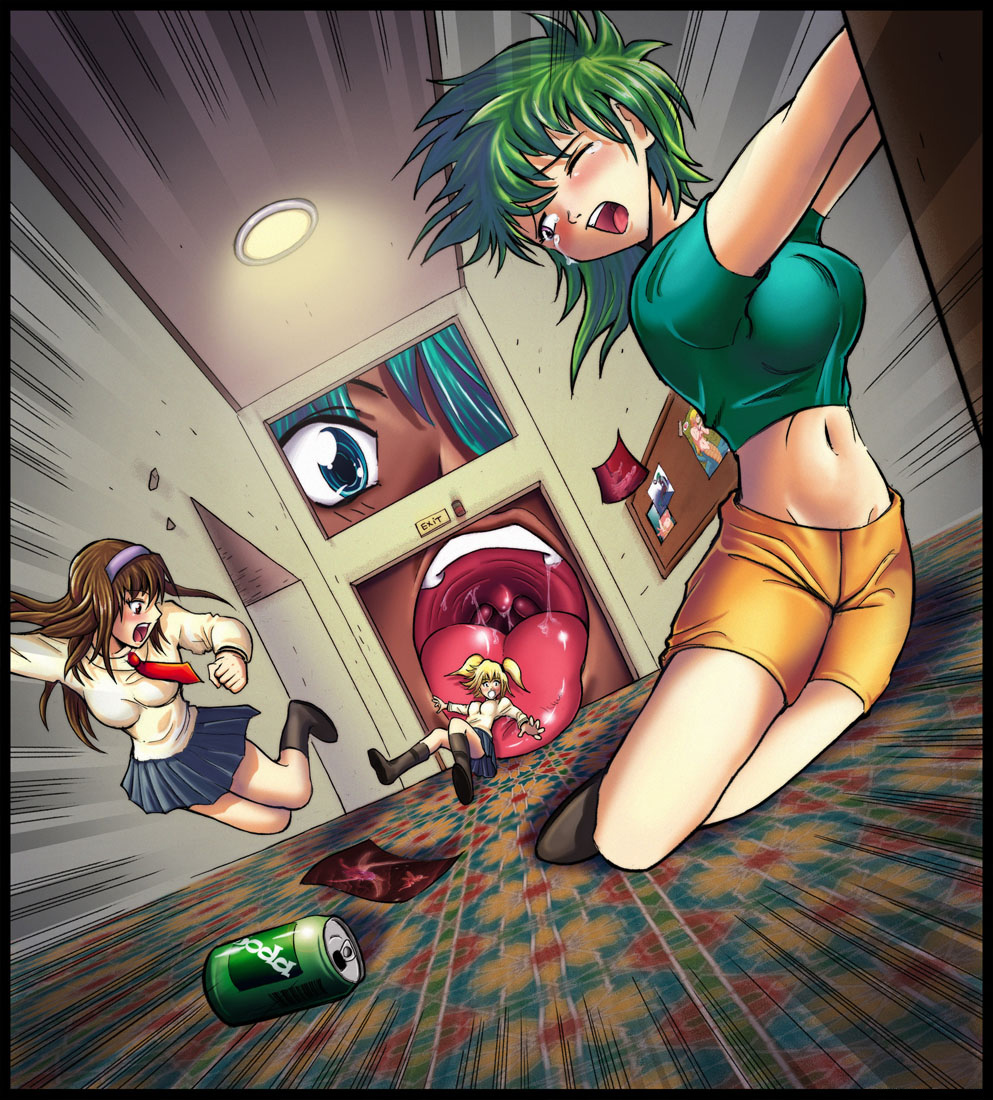
一幅描繪巨大化與吞食愛好意象的女性人類繪畫作品。

吞食性愛好（Vorarephilia，簡稱Vore）是愛好者藉由想像吞食其他生物、被其他生物吞食、或在吞食與被吞食时被第三者觀賞，以達到生理性刺激的效果。由于此類幻想基本上不可能於現實生活中實現，故愛好者經常透過故事、繪畫等創作來表達。华语区多稱其為「吞食」，部分愛好者亦使用日文詞彙「丸吞」（丸呑み），其意為「整個吞下」。英文称呼vore也在逐渐被更多人使用。
英文單字“Vorarephilia”係由拉丁字根vorare（意為「吞下」或「狼吞虎嚥」）及希臘語：（philía，意為「喜愛」）所組成。
在吞食性爱好中，角色分為兩種，吞食者或捕食者（Predator，簡稱Pred）、被吞食者或猎物（Prey）。
通常在幻想中，獵物是整個地被吞下，且不會受到嚴重傷害，如同單純地囚禁，但仍有少部分是包含被咀嚼或是消化情節。由於此幻想在現實生活中違反法律與道德，且不易實現，多半愛好者也僅會停留在想像階段，並不會實際執行。此幻想行為與食人（Cannibalism）有著明顯的差異，僅僅透過想像情節而滿足。
有時參演者會是人類、被擬人化的動物（獸人）、龍，或其他各種奇幻生物。通常在吞食後，捕食者多數會撫摸著肚皮，顯露滿足的神情。
吞食的情節也經常出現於繪畫、故事、影劇、電玩，主流媒體亦可見其蹤影。吞食愛好多伴隨其他愛好一同出現，如巨大愛好（Macrophilia）、縮小愛好（Microphillia）、獸人愛好（Furry Fetishism）、性調教（BDSM）、懷孕愛好（Pregnancy Fetishism）…等。
此類愛好與性調教（通常是被欺負的一方）有些許連結，隸屬於性偏離（戀物癖）的一種。這些愛好者們渴望與一個具有強勢力量的對象結合，或藉此永久地逃離孤獨。常人會感到不利的情境「可能遭受的未知對待」這對於一些愛好者們來說，反而能從中獲得抒發。

## 主流文化與類別

### 常見類別
- 柔性吞食（Soft Vore）

在此分類中，獵物被活生生地完整吃下（不一定是樂意的）。通常在進入胃部之前並不會受到傷害，但也可能期待消化、呼吸困難、外觀改變或遭受束縛。無暴力內容的自然行為在柔性吞食中，被認為是感官上或性慾上能讓人激起興奮的。一些愛好者在觀賞動物（如蛇）捕食其他動物時亦能感到愉悅，因為這包含了柔性吞食的主要元素：整個將獵物吞下。
無強調性愛的柔性吞食橋段經常被使用在許多文學作品或繪畫，亦出現於現今的卡通、動畫或遊戲中。如北美民間傳說《Coyote》的其中一段劇情，一匹郊狼進入巨人的胃中，拯救數名被吃掉的人們；《聖經》中的約拿與鯨魚的故事。對於劇中角色來說，大多數實例皆為無害的玩笑，或造成些許的不便。如遊戲《魔獸爭霸3》中，步兵被獸族吃下的場景；遊戲《木偶歷險記（页面存档备份，存于）》（Puppeteer）中，被巨大老虎與蟒蛇對戰一隅。
有時僅是待在捕食者的嘴中（經常被描繪於嘗試去吃下，但沒有真的吞下）也被歸類於柔性吞食，經常循環演出的便是《湯姆貓與傑利鼠》（Tom and Jerry），或是《鯊魚黑幫》（Shark Tale）中出現嘗試吞吃的劇情等，獵物試圖逃出嘴巴，這些都是更添幽默與驚險的橋段。
與烈性或其他吞食類別對比時，同好圈更甚者亦有打趣的翻譯：輕食系／重口（味）系。
- 烈性吞食（Hard Vore）

烈性吞食強調獵物受傷、被撕扯或咀嚼的場景。獵性吞食包含切斷、咬住、撕裂，通常充滿血腥。儘管這些動作並非特別地煽情，但對喜好者來說仍十分饒富趣味。為了區別柔性吞食，此類別在英語使用者中有時也稱為 Gore。無強調性色的烈性吞食畫面經常出現於一些電影中，如：《大白鯊》。
- 等身吞食（Samesize Vore）

此分类主要描写吞食者完整吞食食物的过程，并且会强调吞食的部位（肚子，子宫，睾丸等）的膨胀。猎物通常人数为一人，最多不超过三四人。
- 巨大吞食（Macro Vore）

此分類相當常見，即是描寫被大型生物或巨人吃下。同时猎物有一定的体内探索或者虐腹剧情。
- 縮小吞食（Micro Vore）

與巨大吞食對比，此分類結合了縮小愛好，其中一方通常是透過魔法縮小。缩小者分为自愿和被动，自愿的代表即孙悟空缩小入腹铁扇公主的一景。
- 迷你吞食（Tiny Vore）

在此類別，捕食者可吞食比其身體還大，亦或等身大小的獵物。迷你捕食經常與其他類別作連結，因為吃下許多獵物，也常被描繪成肚皮變得比自己的身體還大。

### 特殊類別
- 胎内回归（Unbirth）

一般指通过女性阴道重回子宫的吞食行为。同样有烈性和柔性之分，烈性吞食会描写在子宫里消化猎物的场景，柔性吞食则是一种将猎物吞入子宫的亲密性性行为。
- 陰道吞食（Vaginal Vore）

基本上等同于胎内回归，在一部分缩小或者巨大化的文章中，有将猎物塞入阴道而不塞入子宫的玩法。
- 阴茎吞食（Cock Vore）

英語中亦被稱為射精吞食（Cum Vore），獵物由陰莖頂端進入尿道，並被向下擠入捕食者的陰囊，而後可能被消化吸收變成精液的一部分，再被射出。尚有其他種類，如獵物被推至前列腺直接變成精液，或受困於膀胱中被溶化。吞食者有时为男性，有时为扶她。
- 肛門吞食（Anal Vore）

此類別中，獵物會被肛門或泄殖腔吞噬。與一般進入消化道至胃部並被消化不同，獵物將會被保留在直腸一段時間。
- 乳房吞食（Breast Vore）

此類別中，獵物會从乳头被塞進乳房中，變成母乳以消化，捕食者的乳房也一般會相应增大。
- 肚臍吞食（Navel Vore）

比较少见的吞食方法，一般指通过肚脐直接将猎物吸入胃内或肠道内。
- 靈魂吞食（Soul Vore）

这种吞食方式有两种，一种是指猎物的肉体与灵魂分离，吞食灵魂的行为。另一种和正常吞食无异，但肉体被消化完后灵魂依旧存活，被再次消化或存在于体内。
- 吸收吞食（Absorption）

此类别指猎物的身体直接融入捕食者体内，或者捕食者的身体直接包住猎物，例如龙珠里魔人布欧吞食悟天克斯或孙悟饭，就是吸收吞食的例子。
- 尾巴吞食（Tail Vore）

此类别指捕食者用尾巴将猎物吞入体内，一般会把猎物经尾巴送入躯干部分（胃，子宫等），如龙珠里沙鲁吞食17，18号。近年也有大量的魅魔尾巴吞食的同人本。

## 知名場景與著作

### 古文学和童話故事
- 小紅帽（Little Red Riding Hood）：吞食小紅帽與獵人一景
- 狼和七只小羊（Der Wolf und die sieben jungen Geißlein）：大灰狼袭击七只小羊剧情
- 木偶奇遇記（Pinocchio）：鯨魚一景
- 小美人魚（The Little Mermaid）：鯨魚一景
- 西游记：黑风山黑熊、狮驼岭青狮、翠云山芭蕉洞铁扇公主、小雷音寺黄眉大王、七绝山红鳞大蟒、无底洞地涌夫人剧情。

### 動畫、漫畫作品
- 湯姆貓與傑利鼠（Tom and Jerry）：部分集数
- Beastars/動物狂想曲：第一季 第11集 公狼雷格西與母兔春（哈魯）
- 七龍珠（Dragon Ball）：天下第一武道比克一景、魔人普烏一景、西魯一景
- 數碼寶貝大冒險（Digimon Adventure）：第一季 第42集 巨鯨獸一景
- 火影忍者（Naruto）：大蟒蛇一景、动画三尾剧情
- 海底總動員（Finding Nemo）：鯨魚一景
- 鯊魚黑幫（Shark Tale）：鯊魚一景
- 魔豆傳奇（Pandalian）：第一集 迪迪龍一景

### 以吞食題材為主要元素的作品
- 飛龍女孩（Hisone to Masotan）：動畫全集（柔性吞食）

故事主角們被巨龍吞下，並在龍的胃袋中駕駛由巨龍所變化而成的戰鬥機進行活動。在任務結束後會將主角們吐出且無任何傷害。在與「龍機」的互動中，主角逐漸認識友誼的羈絆與自己所欠缺的事物，並完成重大的使命。不是所有人都能夠被巨龍所吞吃，只有欠缺了某些要素的女孩才能被認可。
- 進擊的巨人（Attack on Titan）：漫畫、動畫全集（烈性吞食）

巨大的類人生物「巨人」出現並地消滅大半人類，殘餘的人類建造了三道同心圓高牆。某日，一個六十公尺的超大型巨人與盔甲巨人打碎了城牆，讓一大群巨人進入該區，從此衍發城內政權的生存之戰。
巨人是巨大的人型生物，身高通常在3至15公尺之間，他們的外觀看似成年男性，不過都沒有生殖器。他們似乎不需要食物，但會本能地捕吃人類，卻不會襲擊人類以外的其他生物。巨人沒有消化系統，他們吞掉人類後，體內的黏液會將之包裹為黏糊糊的球吐出。